# Sclipirea viitorului
Sclipirea viitorului (titlul original: Future Glitter) este un roman science-fiction, scris în 1973 de A. E. van Vogt (Canada). Este bazat pe povestirea Future Perfect din 1973. Este o dezvoltare a nuvelei El (Him).
O scurtă introducere precede romanul. În limba română, a apărut în 1998 la editura Antet sub traducerea Oanei Negurean.

## Rezumat
Într-o societate totalitară, un tânăr idealist este manipulat de autorități pentru a descoperi secretul tehnologic pe care îl deține inconștient. Datorită dorinței sale de a scăpa de controlul guvernului, el va stabili o cale a sa.